# ربيعة جلطي
ربيعة جلطي (Rabia Djelti) روائية وشاعرة وأستاذة جامعية ومترجمة جزائرية. تعمل حاليا أستاذة جامعية الآداب المعاصرة بجامعة الجزائر، كلية الآداب واللغات.

## مؤلفات ربيعة جلطي:

### الرواية:
1- الذروة : عن دار الآداب بيروت 2010حازت الرواية المرتبة الأولى عربيا في استفتاءالقراءة قامت به مجلة الرواية الصادرة بالإمارات العربية لسنة 2010 . اعتبر النقاد رواية "الذروة" مفصلا جديدا في الرواية الجزائرية والعربية.
2- نادي الصنوبر :الدار العربية للعلوم بيروت—منشورات الاختلاف الجزائر 2011
3- عرش معشق : ضفاف بيروت- منشورات الاختلاف الجزائر 2013
4- حنين بالنعناع :ضفاف بيروت = منشورات الاختلاف الجزائر 2015
5- عازب حي المرجان:منشورات ضفاف بيروت – منشورات الاختلاف الجزائر 2016
6- سيرة شغف :سيرة ذاتية بصيغة الجمع- منشورات الحبر الجزائر 2017
7- أجنحة الضاوية – المؤسسة الوطنية للفنون المطبعية Enag الجزائر
8- قوارير شارع جميلة بوحيرد:منشورات الاختلاف الجزائر و منشورات ضفاف بيروت 2018
9- قلب الملاك الآلي:الاختلاف الجزائر ضفاف بيروت 2019
10 - جلجامش والراقصة: الاختلاف الجزائر ضفاف بيروت

### من دواوينها شعرية:
1- تضاريس لوجه غير باريسي – منشورات دار الكرمل 1981
2- التهمة – منشورات مركز وثائق العلوم الاجتماعية و الانسانية- جامعة وهران 1984
3- شجر الكلام – منشورات دار السفير المغرب 1991
4
- كيف الحال – منشورات دار حوران سورية 1997
5- و حديث في السر – منشورات دار الغرب وهران كتاب شعري مع ترجمة للأديب المغربي الكبير عبد اللطيف اللعبي 2002
6
- من التي في المرآة – دار الغرب – الجزائر مع ترجمة للأديب الجزائري الكبير رشيد بوجدرة 2003
7- بحار ليست تنام – دار النايا – دمشق – 2006
8- حجر حائر – منشورات دار النهضة العربية بيروت 2008
9- النبيّة تتجلى في وضح الليل- (نص مفتوح) منشورات ضفاف بيروت = منشورات الاختلاف الجزائر 2014
10- " ترتيب العدم" – الاختلاف الجزائر ضفاف بيروت2022
```
*— قمر الضرير : كتاب فكري  دار الوطن الجزائر 2023
```

## في لجان التحكيم منها:
1 - عضو لجنة تحكيم جائزة Boréal (البوريال) للرواية لدول الشمال. كان Caen-Paris/ باريس 2000
2 - رئيسة لجنة تحكيم جائزة أمينة مشاكرة - الجزائر 2018..
3 - عضو لجنة تحكيم البرنامج الشهير " شاعر الجزائر" التلفزيوني 2017

## أعمال ربيعة جلطي والترجمة:
- - تُرجمت عدة مؤلفات ربيعة جلطي الشعرية والروائية إلى عدة لغات أجنبية منها: الفرنسيةوالإنجليزيةوالإسبانيةواليونانية والهنديةوالصينية .
  - تحظى أعمال ربيعة جلطي الشعرية والروائية باهتمام أكاديمي واسع لدى الطلبة الباحثين في شهادات التخرج الجامعي في الماستر والدكتوراه.

## مشاركة ربيعة جلطي في الملتقيات والمؤتمرات والمهرجانات الدولية:
- 2002 - ملتقى المرأة العربية المبدعة
– الإمارات العربية المتحدة- 1993
- مهرجان جرش الدولي الأردن- 1993
-في مهرجان لوديف للشعر المتوسطي بفرنسا
- 1994- مهرجان الشعر العربي الأوروبي بأمستردام هولندا
- مهرجان الشعر والإبداع بفاس المغرب 1993
- ندوة Horizons Maghrébins 22 مارس 2000 جامعة تولوز فرنسا.
- مهرجان الدولي المتنبي للشعر بسويسرا 2005
- مهرجان الشعر و المسرح فوانيس في الأردن عمان 2010
- ملتقى الإبداع الدولي بالرقة سوريا 2008
- مهرجان الشعر العالمي بالدار البيضاء المغرب 2007
- بملتقى الشعر العربي بالمعهد العربي بباريس فرنسا 2004
- الملتقى الدولي حول الكتابة النسوية و الحرية بطرابلس ليبيا 2010
- مهرجان الإبداع الزيتونة بتونس 2011
- مهرجان الشعر العالمي بكاراكاس فنزويللا 2008
- مهرجان الشعر المتوسطي في جزيرة مايوركا 2007
- الملتقى الدولي حول المرأة العربية و الكتابة-المكتبة الوطنية – الجزائر 2007
- مهرجان الشعر العالمي – المجلس الأعلى للثقافة – القاهرة مصر 2007
- ندوة"الممانعة و الشعر" بالمنامة البحرين 14 نوفمير 2011
- افتتاح بيت الشعر العربي بدعوة من سمو أمير الشارقة الدكتور سلطان القاسمي.

## مما ترجمته ربيعة:
1- بلغة الطير: أنطولوجيا الشعر الكوبي الحديث و المعاصر ( من الإسبانية إلى العربية) منشورات دار الغرب وهران 2003
2- الشاهد: رواية الكاتب الجزائري الكبير جمال عمراني (من الفرنسية إلى العربية) منشورات وزارة الثقافة و المكتبة الوطنية بإشراف المعهد العالي العربي للترجمة 2007
3- (ولا يشبه النهر شيئا سواك) للشاعر والفنان سميح شقير (من العربية إلى الفرنسية )– دار ميسلون 2017

## مديرة مهرجانات:
- محافظة ومؤسسة مهرجان الأدب النسوي بالجزائر – بسكرة - 2006
- محافظة ومؤسسة مهرجان الريشات الثلاث – 2007
منتجة ومقدمة برامج أدبية وثقافية إذاعية ومتلفزة منها:
- حواء والدنيا
- قصة الأسبوع
- عتبات
- قرأت لك
حولت بعض روايات ربيعة جلطي إلى المسرح فلاقت نجاحا واسعا

## مؤلفاتها

### الرواية
- الذروة، دار الآداب، بيروت، 2010.
- نادي الصنوبر، دار الاختلاف، الجزائر، 2011.[1]
- عرش معشّق، دار الاختلاف، الجزائر، 2013.
- حنين بالنعناع، دار الاختلاف، الجزائر، 2015.[2]
- عازب حي المرجان، دار الاختلاف، الجزائر، 2016.[3]
- قوارير شارع جميلة بوحيرد، دار ضفاف، بيروت، 2018.[4]
- قلب الملاك الآلي، دار الاختلاف، الجزائر، 2019.[5]
- أجنحة الضاوية - 2020

• جلجامش والراقصة، منشورات ضفاف ومنشورات الإختلاف، 2021 .

### دواوين الشعر
- تضاريس لوجه غير باريسي، 1981.
- التهمة، 1984.[6]
- شجر الكلام، 1991.[6]
- كيف الحال، 1997.
- حديث في السر، 2002.[6]
- من التي بالمرآة، 2003.[6]
- حجر حائر، 2008.
- بحار ليست تنام - 2009
- النبيّة تتجلى في وضح الليل - 2014
- ترتيب العدم - 2022